# Konstantin Valentini
Konstantin Valentini (Olmütz, 7 gennaio 1876 – 15 giugno 1951) è stato un militare austro-ungarico particolarmente distintosi nel corso della prima guerra mondiale dove fu decorato con la Croce di Cavaliere dell'Ordine militare di Maria Teresa, la Croce di Cavaliere dell'Ordine imperiale di Leopoldo con decorazioni di guerra e spade, la Croce di merito militare con decorazione di guerra, l'Ordine della Corona ferrea di 3ª classe e l'Ordine al merito militare di 4ª classe con corona e spade del Regno di Baviera. Dopo l'Anschluss entrò a far parte della Wehrmacht tedesca, e durante il corso della seconda guerra mondiale, con il grado di Oberstleutnant der Reserve fu comandante di un Landesschützenbataillon.

## Biografia
Nacque a Olmütz il 7 gennaio 1876. Dopo aver lasciato il liceo, entrò nella Scuola cadetti della Landwehr di Vienna, dove si brevettò come Kadettfeldwebel venendo assegnato al Landwehr Infantry Regiment Przemyśl N. 18, in data 18 agosto 1896. Promosso Kadett-Offiziersstellvertreter il 1 aprile 1897, divenne Leutnant in quello stesso reggimento il 1 maggio 1898.  Oberleutnant dal 1 maggio 1901 fu trasferito al Landesschützen-Reggimento I Trient il 1 febbraio 1908, ed infine al neocostituito Landesschützen-Regiment III di San Candido il 1 marzo 1909. Il 12 ottobre 1910 gli fu decorato con la Medaglia al merito militare di bronzo (Signum Laudis) sul nastro rosso, e poi promosso Hauptmann il 1 ° novembre dello stesso anno.
Allo scoppio della prima guerra mondiale, nel luglio 1914, comandava la 7ª Compagnia del Landesschützen-Regiment III, con cui inizialmente combatté durante la battaglia di Galizia Il suo reggimento faceva parte dell'88ª Landesschützen-Brigade del maggior generale Karl Georgi, che partecipò alle battaglie di Lemberg in agosto, Grodek a settembre, Przemyśl in ottobre e novembre e Limanowa-Lapanów nel dicembre 1914. Dopo altri combattimenti nella Galizia orientale e nella Bucovina all'inizio del 1915, il reggimento fu trasferito sul fronte sud-occidentale a seguito dell'entrata in guerra del Regno d'Italia, avvenuta il 24 maggio 1915. A quella data per il suo coraggio era stato insignito della Croce di merito militare di 3ª classe con decorazione di guerra (12 novembre 1914) e dell'Ordine della Corona ferrea di 3ª classe con decorazione di guerra (12 aprile 1915).
Nominato al comando del 5º Battaglione del suo reggimento, divenne contemporaneamente comandante del settore di battaglia nella Pustertal Divisione al comando del Feldmarschallleutnant Ludwig Goiginger al momento della perdita strategica del Col di Lana, avvenuta il 7 novembre 1915. Effettuò immediatamente un contrattacco che costrinse alla ritirata il 60º Reggimento fanteria italiano, e portò alla riconquista del Col di Lana che rimase in mano austro-ungarica fino all'aprile dell'anno successivo, quando lo scoppio di una enorme mina, fatta esplodere sotto la sommità, causò la sua perdita fino all'ottobre 1917. Avendo già ricevuto la Croce di Cavaliere dell'Ordine imperiale di Leopoldo con decorazioni di guerra e spade il 15 ottobre 1915, gli fu assegnato anche l'Ordine al merito militare di 4ª classe con corona e spade (24 dicembre 1915) del Regno di Baviera. Entro quello stesso mese assunse il comando del 2º Battaglione del suo reggimento, che tranne qualche periodo, avrebbe comandato fino al termine della guerra. Fu promosso maggiore per merito di guerra il 12 gennaio 1917, e insignito della Medaglia al merito militare in bronzo (Signum Laudis) sul nastro della Croce al merito militare.
Prestò servizio per un breve periodo come comandante del sottosettore a Cattaro, ma ritornò al suo comando di battaglione, sempre in forza al Landesschützen-Regiment III, nell'agosto del 1917. Nel dicembre di quell'anno il reggimento prese posizione nel settore del Monte Meletta nell'area dell'altopiano dei Sette Comuni. Sotto il comando della IX Brigata da montagna, il 4 del mese al reggimento fu affidato l'incarico di occupare la sella e le alture a nord-ovest del Monte Badenecche (1464 metri) a metà strada tra Primolano e Asiago.
Dopo la riuscita esecuzione dell'attacco, conclusosi alle 10:50, il 2º Battaglione teneva una linea tra il Monte Tondarecar e il Monte Badenecche a circa mille metri a sud est del Monte Tondarecar. Sebbene gli fosse stato ordinato dal quartier generale della Brigata di mantenere la posizione, e di non avanzare oltre, egli decise che la conquista di Monte Miela sarebbe stata vantaggiosa nel proteggere il terreno già occupato, e migliorare la situazione tattica generale. Ignorando altri due ordini, spostò in avanti il suo battaglione e occupò di sorpresa il Monte Miela insieme agli elementi del 10 Battaglione del Infantry Regiment 14. In seguito a questo successo, sempre in collaborazione con il 10º Battaglione, procedette quindi all'assalto di Monte Meletta (1.827 metri), a circa un chilometro a ovest, che fu conquistato alle 15:00.
Per la sua iniziativa nella conquista di Monte Miela e Monte Meletta, il 10 giugno 1921 fu insignito dell'Ordine militare di Maria Teresa. Rimase con il suo battaglione per il resto della guerra, venendo fatto prigioniero dopo la firma dell'armistizio di Villa Giusti, il 4 novembre 1918. Rimasto senza nazionalità alla sua liberazione, in seguito alla creazione dello stato indipendente della Cecoslovacchia, trovò successivamente impiego come lavoratore e dipendente presso varie ditte private in Austria. Dopo l'Anschluss, il 27 agosto 1939, poco prima dello scoppio della seconda guerra mondiale, fu integrato nella Wehrmacht tedesca con il grado di Oberstleutnant. Nel febbraio 1940 fu richiamato in servizio attivo come comandante di un Landesschützenbataillon. Sopravvissuto alla guerra si spense il 15 giugno 1951.

### Annotazioni
1. ↑  Quel giorno ricorreva il venticinquesimo anniversario della battaglia di Tannenberg (1914).

### Fonti
1. 1 2 3 4 5  von Bardolff, von Hoffman, von Hubka 1944, p. 331.
2. 1 2 3 4 5 6 7 8 9 10 11 12 13 14 15  Austro-hungarian Army.
3. 1 2 3 4 5  von Bardolff, von Hoffman, von Hubka 1944, p. 332.
4. ↑  von Bardolff, von Hoffman, von Hubka 1944, p. 333.